# Notwane FC
Notwane Football Club is een Botswaanse voetbalclub uit de hoofdstad Gaborone. Ze komen uit in de Mascom Premier League, de hoogste voetbaldivisie van Botswana. De club won al 3 keer het landskampioenschap. De club werd opgericht in 1965.

## Palmares
- Landskampioen : 3

1978, 1996, 1998
- Beker van Botswana : 3

1995, 1997, 2006
Botswana Defence Force XI · 
Botswana Meat Commission · 
ECCO City Greens · 
Extension Gunners · 
FC Satmos · 
Gaborone United · 
Miscellaneous · 
Mochudi Centre Chiefs · 
Mogoditshane Fighters · 
Motlakase Power Dynamos · 
Nico United · 
Notwane FC · 
Police XI · 
TAFIC · 
Township Rollers · 
Uniao Flamengo Santos